# Hymeniacidon kerguelensis
Hymeniacidon kerguelensis är en svampdjursart som beskrevs av Jörn Hentschel 1914. Hymeniacidon kerguelensis ingår i släktet Hymeniacidon och familjen Halichondriidae.
Artens utbredningsområde är Kerguelen. Utöver nominatformen finns också underarten H. k. capensis.